# Eurytoma amurensis
Eurytoma amurensis är en stekelart som beskrevs av Zerova 1995. Eurytoma amurensis ingår i släktet Eurytoma och familjen kragglanssteklar. Inga underarter finns listade i Catalogue of Life.